# Ernst Pringsheim
Ernst Pringsheim (Breslávia, 11 de julho de 1859 — Breslávia, 28 de junho de 1917) foi um físico alemão.

## Obras
- Ueber das Radiometer. Berlim : Lange, 1882. Berlim, Universität, Dissertation, 1882.
- Eine Wellenlängenmessung im ultrarothen Sonnenspectrum. In: Annalen der Physik und Chemie. Neue Folge, Band XVIII, 1883.
- com Otto Lummer: A Determination of the ratio(x) of the specific for air, ocxgen, carbon-dioxide and hydrogen. (= Smithsonian Contributions to Knowledge; 29,6 = 1126 Hodgkins Fund) Washington : Smithsonian Inst., 1898.
- Vorlesungen über die Physik der Sonne. Leipzig : Teubner, 1910.